# Urgtjärnarna
Urgtjärnarna är varandra näraliggande sjöar i Härjedalens kommun i Härjedalen och ingår i Ljusnans huvudavrinningsområde. Urgtjärnarna ligger i Rogen Natura 2000-område och skyddas av habitat- och fågeldirektivet. Sjöarna avvattnas av vattendraget Urgan.
- Urgtjärnarna (Tännäs socken, Härjedalen, 693179-132437), sjö i Härjedalens kommun, 62°27′22″N 12°23′50″Ö / 62.4561°N 12.3972°Ö (9,6 ha)
- Urgtjärnarna (Tännäs socken, Härjedalen, 693188-132398), sjö i Härjedalens kommun, 62°27′18″N 12°23′16″Ö / 62.455°N 12.3878°Ö (9,91 ha)